# Papallones negres
Papallones negres (títol original en castellà, Mariposas negras) és una pel·lícula d'animació dramàtica de 2024 dirigida per David Baute. Coproduïda entre Espanya i Panamà, està produïda per Ikiru Films, Tinglado Film, Anangu Grup, Tunche Films, RTVE, 3Cat, Televisión Pública de Canarias i Mogambo. S'ha doblat i subtitulat al català.
El film segueix la vida de tres dones que a causa del canvi climàtic han d'abandonar els seus punts d'origen, el Carib, Kenya i l'Índia, i afrontar un panorama desolador de precarietat laboral i agressions als països on emigren.
El 2024 va competir en la categoria Contrechamp del Festival de Cinema d'Animació d'Annecy.